# Christian Ritter (Komponist)
Christian Ritter (* wahrscheinlich zwischen 1645 und 1650; † wahrscheinlich nach 1725; genaue Lebensdaten unbekannt) war ein Komponist und Organist der norddeutschen Orgelschule.

## Leben
Möglicherweise war Christian Ritter ein Schüler von Christoph Bernhard in Dresden. Eine Notiz auf einem seiner Werke nennt ihn 1666 als Kammerorganist in Halle. Aktenmäßig ist diese Stellung erst ab 1672 vermerkt; 1677 wurde er Hoforganist. In Schweden schrieb er die Begräbnismusik für den 1680 verstorbenen, allerdings erst im Dezember 1681 bestatteten Graf Johan Adolf Rehnskiöld. Ab März 1681 wird er in einer Rechnung des Stockholmer Hofes erwähnt, ein Jahr später als Vizekapellmeister. 1683 kehrte Ritter nach Dresden zurück und wurde unter Christoph Bernhard Vizekapellmeister und Kammerorganist. 1688 ist er wiederum als Kapellmeister in Stockholm nachweisbar, wo er bis 1699 blieb. Unter den Taufpaten von Andreas Hindrich Roman, einem Bruder des schwedischen Komponisten und Musikers Johan Helmich Roman, wird er am 26. Juli 1696 als „Vice Capellmest:“ erwähnt. Laut der Angaben auf einem Vokalwerk hielt sich Ritter 1704 in Hamburg auf. 1717 bezeichnete er sich in einem Schreiben an Johann Mattheson als „Emeritus, der das seinige an Kgl. Chur- und Fürstl. Höfen… über die 30. Jahr in re musica gethan“ habe.

## Werk
Von Christian Ritter sind neben über 20 geistlichen Vokalwerken einige wenige Orgel- und Klavierwerke überliefert. Unter seinen geistlichen Werken ist besonders die Kantate über O amantissime sponse Jesu (O geliebtester Bräutigam Jesu) für Sopran und fünf Streicher-Stimmen bekannt. Die meisten überlieferten Werke befinden sich in der Dübensammlung, ein kleiner Teil findet sich in Deutschland, möglicherweise von seinen Aufenthalten in Dresden und Halle stammend.
Mehrere Musikwissenschaftler, darunter Hans Joachim Moser sowie Richard Buchmayer, der als Erster größere Forschungsarbeit über Ritter betrieb, schreiben Ritters Kompositionen eine außergewöhnlich hohe Qualität zu.